# Juri Nikolajewitsch Chochlow
Juri Nikolajewitsch Chochlow (russisch Юрий Николаевич Хохлов; * 2. Februar 1922 in Torschok, in der Provinz Twer; † 2. Juli 2010 in Moskau) war ein russischer und sowjetischer Musikwissenschaftler. Er war Initiator, Gründer und erster Vorsitzender der russischen Schubert-Gesellschaft.

## Biografie
1951 begann Chochlow sein Studium am Moskauer Konservatorium, das er bis 1954 als Student in der Klasse von Roman Iljitsch Gruber (1895–1962) absolvierte. Ab 1955 gab er musikwissenschaftliche Bücher heraus. Seit 1955 war er Mitglied der Vereinigung der sowjetischen Komponisten. Von 1956 bis 1966 wirkte er als Senior Editor des Buchverlages „Muzgiz“. Von 1967 bis 1976 hatte er die Wissenschaftliche Redaktion des musikalischen Teils der „Sowjet-Enzyklopädie“ inne, als stellvertretender Chefredakteur. 1987 wurde Chochlow Ehrenmitglied des Internationalen Schubert-Instituts in Wien. Seit 1982 wirkte er als Forscher in der Abteilung der klassischen Kunst der West All-Union im Institut für Kunstgeschichte. 1994 bis 2001 war er Vorsitzender der russischen Schubert-Gesellschaft, ab 2002 dann deren Ehrenvorsitzender und künstlerischer Leiter.

## Veröffentlichungen
Bücher
- (Hrsg.) Klavierkonzerte von Franz Liszt. Moskau 1953. 2. Auflage Moskau 1960.
- Das sowjetische Violinkonzert. Moskau 1956.
- Orchestersuiten von Tschaikowsky. Moskau 1961.
- Die „Winterreise“ von Franz Schubert. Moskau 1967.
- Auf der letzten Schaffensperiode Schubert. Moskau 1968.
- Schubert. Einige Probleme kreative Biographie. Moskau 1972.
- Franz Schubert. Leben und Arbeiten in den Materialien und Dokumente. Moskau 1978.
- Schubert Lieder: Features Stil. Moskau Musik, 1987.
- Das Strophenlied und seine Entwicklung von Gluck bis Schubert. Editorial UdSSR, Moskau 1997.
- Die Klaviersonaten von Franz Schubert. Editorial UdSSR, Moskau 1998. ISBN 5-901006-55-0
- Die schöne Müllerin von Franz Schubert. Editorial UdSSR, Moskau 2002. ISBN 5-354-00104-8
- Die Entwicklung des Liedes in der deutschen und österreichischen Musik des späten 18. bis zum Anfang des 19. Jahrhunderts. Moskau Komponist, 2009.

Edition und Redaktion
- Jurij Nikolajewitsch Chochlow – stellvertretender Chefredakteur der Music Encyclopedia (Moskau, 1975 bis 1982). Enzyklopädisches Wörterbuch der Musik (New York 1991).
- Das Leben von Franz Schubert in Dokumenten. Zusammengestellt von J. N. Chochlow. Moskau 1963.
- Erinnerungen an Franz Schubert. Zusammengestellt von J. N. Chochlow. Moskau 1964.
- F. Schubert. Ausgewählte Lieder für Singstimme und Klavier in 6 Bänden. Zusammengestellt und bearbeitet von J. N. Chochlow. Moskau Music, 1975–1980.
- Russisch-Deutsche Musikbeziehungen. J. N. Chochlow. Moskau 1996.
- Franz Schubert: Korrespondenz, Notizen, Tagebücher, Gedichte. Zusammengestellt von J. N. Chochlow. Editorial UdSSR, Moskau 2005.
- Franz Schubert und die russische Musikkultur. Hrsg. von J. N. Chochlow. Moskau 2009, ISBN 978-5-89598-219-8